# Calascibetta
Calascibetta es una localidad italiana de la provincia de  Enna, región de Sicilia, con 4.703 habitantes.

## Evolución demográfica
| Gráfica de evolución demográfica de Calascibetta entre 1861 y 2001 |
|                                                                    |
| Fuente ISTAT - Elaboración gráfica por parte de Wikipedia          |